# MeltyMoment -メルティモーメント-
『MeltyMoment -メルティモーメント-』は、HOOKSOFTより2014年1月31日に発売されたPC用18禁恋愛アドベンチャーゲーム。略称は『メルモ』。萌えゲーアワード2014金賞・純愛系作品賞受賞。
2014年8月29日に葵＆鏡水バージョン、2014年9月26日にすみれ&千恵美バージョンのミニファンディスクが発売された。
2015年12月17日にGN SoftwareよりPlayStation Vita移植版が発売された。

## 解説
本作は、「恋するきっかけ」をコンセプトにしており、主題となる「ふとした瞬間の何気ない素振り」を表現する演出がとられている。
通常のMAP移動以外にも、リアルタイムの時間経過によりヒロインが移動する演出が存在する。また、会話の「間」を表現するために、主人公の反応のタイミングによってヒロインのアクションが変わる、「リアルタイムクリック」 (RTC) というシステムが搭載されている。
このほかにも、ヒロインをかわいいと思ったり、恋するきっかけで心が動いたときに押すとエンディングの演出に変化が現れる「メルティボタン」や、ヒロインがその時にとった素振りについてどう思っているかを表現するため、彼女達の会話を覗き込める「ガーリートーキング」という演出がある。
またHOOKSOFTをはじめとして多数のゲームで原画を務めたらっこの引退作品となった。ミニファンディスク制作にあたってはすでに引退済みであったため、担当キャラクターである「夕花」、「菜月」、「由愛」、「五十鈴」以外のキャラクターを前提に制作された。

## ストーリー
9月の下旬に主人公は仲間達と共に過ごすありふれた日常を満喫していたが、その感情は徐々に恋へと変化していく。

## 登場人物

### 主人公
柏瀬 健 (かしわぜ たける)
本作の主人公である2年生で、学園では選挙管理委員会の委員長を務めている。
ここぞというときにはきちんと仕事をこなし、他者に対しても親切に接する。そのため、女子生徒からひそかに思いを寄せられることが多いが、普段のだらしない態度と親友の拓斗とのバカ騒ぎで長所が薄まっている。

### メインヒロイン
織恵 夕花 (おりえ ゆうか)
声 - 桃井いちご
身長 - 154cm / B87/W56/H84
健の幼馴染で、世話焼きな性格。どこかのんびりとしていて運動音痴。
彩咲 すみれ (あやざき すみれ)
声 - 五行なずな
身長 - 152cm / B82/W53/H83
健の同級生で、健や拓斗らとつるむことが多いが、一歩引いたところにいることがほとんど。
藤林 操 (ふじばやし みさお)
声 - 青山ゆかり
身長 - 149cm / B72/W50/H77
健の後輩にあたる1年生。真面目で気配り上手。
天音 菜月 (あまね なつき)
声 - みる
身長 - 145cm / B73/W49/H73
健の後輩にあたる1年生。内気な性格でなかなか意思疎通を図れずにいる。
一条 葵 (いちじょう あおい)
声 - かわしまりの
身長 - 160cm / B89/W57/H89
健の先輩で、学園の人気者。明るく親しみがあるが、自らの欲望に忠実で、つかみどころがない。

### サブキャラクター
櫻井 由愛 (さくらい ゆあ)
声 - 小倉結衣
操の親友。明るく元気で悪戯好きな一方、深く考えることが苦手で勉強も嫌い。「悪戯は皆が楽しめるものを」というのがモットーで、相手が嫌がったら悪戯を中止する。
サブキャラクターだが攻略対象でもある。
柊 千恵美 (ひいらぎ ちえみ)
声 - 桜川未央
健の同級生。他者の言うことをうのみにする傾向にあり、占いの結果を気にしている。自らの平凡さについて悩んでいる。
サブキャラクターだが攻略対象でもある。
荻嶋 鏡水 (おぎしま かがみ)
声 - 榛名れん
葵の同級生にして親友で、陸上部部長を務めている。物事を俯瞰的にとらえたり、後輩の育成を得意としている一方、奇抜なアイデアを出すこともある。
サブキャラクターだが攻略対象でもある。
柏瀬 桜子 (かしわぜ さくらこ)
声 - 草柳順子
主人公の母親で、息子を見守っている。パートで仕事に出ているため、昼間は家を空けていることがほとんど。なお、夫は単身赴任中である。
黒谷 五十鈴 (くろたに いすず)
声 - 新堂真弓
健らのクラスの担任。真面目な新任教師。
沢中 拓斗 (さわなか たくと)
声 - 城樹翔
健の親友。顔が広く、どうでもいいことに詳しい。素直な性格故思ったことをそのまま言ってトラブルを起こしがちで、周囲から空気を読むように指摘されても漢のロマンだと言って譲らない。

## 用語
七不思議
1つ目 夕方に一人で歩いていると誰かが追いかけてくる (自分の足音が響いて聞こえていただけ) [共通編2廊下/16:20]
2つ目 体育倉庫から覗く女の顔 (エロ本の表紙の女の顔) [共通編3/グラウンド/8:10]
3つ目 プールを泳ぐ黒い影 (黒い影の正体はウェットスーツ〈色使いはペンギン〉を着た水泳部員) [共通編4-1/プール/12:40]
4つ目 手に取った人が死ぬ時のことをまとめた紫の本 (ダイエットに励む女性生徒の未来予想図) [共通編4-2/図書館/18:45]
5つ目 誰もいない体育館に響くうめき声 (英語の教師が細身のジーンズが履けなくて奮闘している声) [共通編6/体育館/18:00]
6つ目 不明
7つ目 不明
※ MAPの選択肢で確認することができる。
※ 七不思議を教えてくれる[共通編1/図書館/17:00] 

## スタッフ
- キャラクターデザイン・原画 - らっこ、たかやKi、オダワラハコネ、真海（サブ）
- SD原画 - 宅本うと
- シナリオ - モーリー、時野つばき、柊晴空
- プロデューサー - 亜佐美晶
- ディレクター - ELMA
- CGチーフ - 真海
- 音楽 - Sound Studio B

## 主題歌
オープニングテーマ『MeltyMoment』
作詞 - 澄田まお / 作曲・編曲 - 増谷賢 / 歌 - Ceui
挿入曲『君がいてくれたから』
作詞 - 澄田まお / 作曲・編曲 - 増谷賢 / 歌 - Duca
エンディングテーマ『Photograph』
作詞 - 澄田まお / 作曲・編曲 - 戸田章世 / 歌 - 茶太

## 関連商品

### CD
MeltyMoment オリジナルサウンドトラック
2014年4月25日発売 / 発売元：HOOKSOFT

### 書籍
MeltyMoment Complete Visual Fanbook
2015年2月9日発売 / 出版社：マックス / ISBN 9784863794115

## コミック版
MeltyMoment
原作 - HOOKSOFT / 漫画 - とめきち
コミック・ダンガンにてWEBコミック版が配信されている。

## 受賞歴・批評
PC版『MeltyMoment -メルティモーメント-』は「萌えゲーアワード2014」にて2014年1月賞と金賞・純愛系作品賞を受賞した。講評では、「『恋するきっかけ』をテーマとし、ヒロイン達の何気ないしぐさや行動を見る事で話が進み、ドキドキ感を味わいながら、少しづつ紡ぎあげていく甘さを愉しむことが出来る」「声優の演技も素晴らしく、臨場感や雰囲気に気を配った意匠を強く感じる」「キャラ萌えだけではなくゲームとしての完成度も高めている」と述べられ、最も恋愛感を感じられる作品だと称賛された。
『ファミ通』2015年12月24日号にてPlayStation Vita版のレビューが掲載された。4人のレビュアーがそれぞれ7, 7, 6, 7点をつけ、40点満点中27点を得た。シナリオに関しては、ごく普通のギャルゲー的学園生活が展開し個別ルートでは恋人との甘い日々を満喫できる、男子と女子のピュアな恋愛が楽しめる、あこがれるシチュエーションがふんだんに盛り込まれているなどの好意的な意見があったが、物語にあまり波がなくもう少しメリハリが欲しいとの意見もあった。グラフィックに関しては、暖色を中心とした色使いが綺麗、ヒロインたちのビジュアルがかわいらしいとの意見が寄せられた。ゲームシステムに関しては、時間が進むと人物が移動するマップやリアクションを返すタイミングを計るシステムに独自性を感じると述べたレビュアーがいた一方で、マップ移動は独自性が希薄と述べるレビュアーもいた。ヒロイン視点から描かれる「ガーリートーキング」という演出には好意的な意見が寄せられた。